# (500349) 2012 TX6
(500349) 2012 TX6 es un asteroide perteneciente al cinturón de asteroides, descubierto el 5 de octubre de 2012 por el equipo del Mount Lemmon Survey desde el Observatorio del Monte Lemmon, Arizona, Estados Unidos.

## Designación y nombre
Designado provisionalmente como 2012 TX6.

## Características orbitales
2012 TX6 está situado a una distancia media del Sol de 3,038 ua, pudiendo alejarse hasta 3,407 ua y acercarse hasta 2,670 ua. Su excentricidad es 0,121 y la inclinación orbital 8,688 grados. Emplea 1934,62 días en completar una órbita alrededor del Sol.

## Características físicas
La magnitud absoluta de 2012 TX6 es 16,8.